# Mompha brevivittella
Mompha brevivittella é uma espécie de mariposa do gênero Mompha pertencente à família Coleophoridae.